# Displasia óculo-aurículo-vertebral
A Displasia óculo-aurículo-vertebral (também chamada de Síndrome de Goldenhar) é  uma desordem de desenvolvimento rara, relacionada a um defeito genético e que pode causar graves anomalias na coluna vertebral e também assimetria facial. 
Foi descrita pela primeira vez por Goldenhar (em 1952) como uma combinação de tumores epibulbares dérmicos, apêndices peri-auriculares e pavilhões auriculares com má formação.

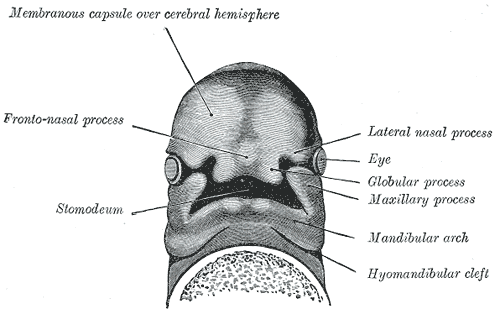
Desenvolvimento fetal inicial, anterior à fusão dos arcos branquiais (aprox. 30 dias gestacionais)

## Diagnóstico
O diagnóstico geralmente é feito durante o período gestacional mediante ecografia fetal e, após o nascimento, com o uso de ressonância magnética nuclear, ou radiografias.

## Causas
A causa da síndrome de Goldenhar é em grande parte desconhecida. No entanto, pensa-se ser multifatorial embora possa haver um componente genético que seria responsável por certos padrões familiares. Tem sido sugerido que há um desenvolvimento tardio do arco branquial no final do primeiro trimestre da gestação.

## Tratamento
O tratamento é normalmente confinado a intervenção cirúrgica, pois pode ser necessário para ajudar a criança a desenvolver por exemplo a distração da mandíbula com enxerto ósseo, dermóide ocular, citorredução, reparação da  fenda palatina, cirurgia de reparação da coluna vertebral, etc. 
Alguns pacientes com síndrome de Goldenhar necessitarão de aparelhos auditivos ou óculos.

## Sinonímia
- Síndrome do primeiro arco branquial
- Síndrome do primeiro e segundo arco branquial
- Microssomia hemifacial